# Ringsted Museum
Ringsted Museum eller Ringsted Museum og Arkiv tidligere Historiens Hus er et kulturhistorisk museum i Ringsted på Midtsjælland.
Per 1. januar 2013 blev museet fusioneret med Holbæk Museum, Kalundborg Museum, Odsherred Museum, Slagelse Museum og Sorø Museum. I forbindelse med fusionen skiftede museet navn fra Historiens Hus til Ringsted Museum og Arkiv og er en del af Museum Vestsjælland. Museet består både af et egentligt museum, samt et arkiv i byen.
|  | Denne artikel om en bygning eller et bygningsværk kan blive bedre, hvis der indsættes et (bedre) billede. Du kan hjælpe ved at afsøge Wikimedia Commons for et passende billede eller lægge et op på Wikimedia Commons med en af de tilladte licenser og indsætte det i artiklen. |

55°26′36″N 11°48′00″Ø / 55.4432°N 11.7999°Ø